# GRUS
GRUS(グルース)はアクセルスペースによって開発中の地球観測衛星である。50機の衛星による編隊飛行により、高頻度で地表を観測する。解像度は2.5mを予定する。

## 概要
2017年に3機の衛星を打ち上げて同じ地点を1日1回撮影する体制を構築予定。開発と打ち上げ費用に1機5億円かかるとされる。従来の地球観測衛星の場合、解像度は高いが、撮影頻度は月に数回という頻度だったが、複数の衛星を用いることにより、撮影頻度を高める。ほどよしで培ったノウハウを元に開発して当初の予定では3機で最終的には50機での体制を目指す。